# Felipe I de Schaumburg-Lippe
Felipe I, conde de Schaumburg-Lippe (18 de julio de 1601 - 10 de abril de 1681) fue el fundador de la línea Schaumburg-Lippe.

## Biografía
Nació en Lemgo, hijo de Simón VI, conde de Lippe (1555-1613) y su segunda esposa, la condesa Isabel de Holstein-Schaumburg (1566-1638).
Tras la muerte de su padre en 1613, heredó Lippe-Alverdissen, que gobernó hasta la creación de Schaumburg-Lippe en 1640.
Schaumburg-Lippe fue fundado después de la Guerra de los Treinta Años, cuando Otón V, Conde de Schaumburg, murió sin hijos. Después de su muerte, el condado de Schaumburg fue a su madre, la condesa Isabel de Lippe como la heredera legal. En 1640 transfirió sus derechos a su hermano Felipe, quien luego se convirtió en el primer Conde de Schaumburg-Lippe. Reinó como conde hasta su muerte, cuando fue sucedido por su hijo Federico Cristián. Su segundo hijo, Felipe Ernesto, recibió Lippe-Alverdissen.

## Matrimonio e hijos
Se casó el 13 de octubre de 1644 en Stadthagen con Landgravina Sofía de Hesse-Kassel (o Hesse-Cassel) (1615-1670), tuvieron diez hijos.
- Condesa Isabel (1646-1646)
- Condesa Sofía1648-1671)
- Condesa Juana Dorotea (1649-1696)
- Condesa Luisa (1650-1731)
- Conde Guillermo Bernardo (1651-1651)
- Condesa Isabel Filipina (1652-1703)
- Condesa Carlota Juliana (1658-1684)
- Conde Federico Cristián (1655-1728)
- Conde Carlos Hermann (1656-1657)
- Conde Felipe Ernesto I  (1659-1753) fundador de la Familia Schaumburg-Lippe-Alverdissen

| Predecesor: Simón VI                                           | Conde de Lippe-Alverdissen 1613-1640 | Sucesor: Felipe Ernesto I  |
| Predecesor: Otón V como conde de Holstein-Schaumburg-Pinneberg | Conde de Schaumburg-Lippe 1640-1681  | Sucesor: Federico Cristián |

- Datos: Q571442
- Multimedia: Philip I, Count of Schaumburg-Lippe / Q571442